# Rolf Mägerli
Rolf Mägerli (Berna, 23 luglio 1932) è un ex calciatore svizzero, di ruolo difensore.

## Carriera

### Club
Ha sempre giocato nel campionato svizzero.

### Nazionale
Ha collezionato 7 presenze con la propria Nazionale.